# Equipa da Superleague Fórmula Team Luxembourg
A Team Luxembourg é uma equipa da Superleague Fórmula que representa o Luxemburgo naquele campeonato. A equipa entrou no campeonato em 2011, ano no qual está a ser operada pela Atech Reid Grand Prix, tendo como piloto o belga Frédéric Vervisch.

## Temporada de 2011
A Team Luxembourg conta, no ano de estreia, com o suporte da Atech Reid Grand Prix, e com o belga Frédéric Vervisch ao volante.

## Registo

### 2011
(Legenda)
| Equipa de Automobilismo | Piloto            | 1   | 1   | 2   | 2   | 3   | 3   | 4          | 4          | 5   | 5   | 6   | 6   | 7   | 7   | 8                 | 8                 | Pontos | Class. |
| Equipa de Automobilismo | Piloto            | ASS | ASS | ZOL | ZOL | GOI | GOI | TBA Brasil | TBA Brasil | PEQ | PEQ | SHA | SHA | SEU | SEU | TBA Nova Zelândia | TBA Nova Zelândia | Pontos | Class. |
| ----------------------- | ----------------- | --- | --- | --- | --- | --- | --- | ---------- | ---------- | --- | --- | --- | --- | --- | --- | ----------------- | ----------------- | ------ | ------ |
| Atech Reid Grand Prix   | Frédéric Vervisch | 3   | 13  |     |     |     |     |            |            |     |     |     |     |     |     |                   |                   | 52*    | 8º*    |

Nota - *: Temporada em curso

### Resultados em Super-Final
| Ano  | 1      | 2   | 3   | 4          | 5   | 6   | 7   | 8                 |
| ---- | ------ | --- | --- | ---------- | --- | --- | --- | ----------------- |
| 2011 | ASS NP | ZOL | GOI | TBA Brasil | PEQ | SHA | SEU | TBA Nova Zelândia |